# Trần Hưng Đạo, Hoàn Kiếm
Trần Hưng Đạo là một phường thuộc quận Hoàn Kiếm, thành phố Hà Nội, Việt Nam.
Phường Trần Hưng Đạo có diện tích 0,47 km², dân số năm 1999 là 9.212 người, mật độ dân số đạt 19.600 người/km².